# Gunnar Björk
Ernst Gunnar Björk (21 de janeiro de 1891 — 14 de fevereiro de 1980) foi um ciclista sueco. Competiu como representante de seu país, Suécia, em duas provas de ciclismo de estrada nos Jogos Olímpicos de Verão de 1912 em Estocolmo.